# Egercsehi, Heves
Egercsehi  este un sat în districtul Eger, județul Heves, Ungaria, având o populație de 1.413 locuitori (2011). 

## Demografie
Componența etnică a satului Egercsehi
     Maghiari (90,25%)
     Romi (9,19%)
     Germani (0,56%)
Componența confesională a satului Egercsehi
     Romano-catolici (31,99%)
     Fără religie (24,84%)
     Reformați (3,54%)
     Atei (1,2%)
     Necunoscută (37,65%)
     Alte religii (2,05%)
Conform recensământului din 2011, satul Egercsehi avea 1.413 locuitori. Din punct de vedere etnic, majoritatea locuitorilor (90,25%) erau maghiari, cu o minoritate de romi (9,19%). Nu există o religie majoritară, locuitorii fiind romano-catolici (31,99%), persoane fără religie (24,84%), reformați (3,54%) și atei (1,2%). Pentru 37,65% din locuitori nu este cunoscută apartenența confesională.